# Super Web Soccer
Super Web Soccer é um jogo em Flash feito pela Radical Play. Sua primeira versão foi lançada em 2003, sendo que anos mais tarde sairam duas mais versões.

## Jogabilidade
O jogo não é muito complexo, mas possui uma jogabilidade razoável. Possui um comando direcional e dois botões, que são X e Z.
O jogador também tem o direito de escolher uma formação ao jogar, assim proporcionando diversas formas de jogo.
Outro recurso é a câmera de visualização, que pode ser colocada de quatro formas diferentes.

## Versões
- World Cup 2002
- Euro Cup 2004
- World Cup 2006
- Euro cup 2008

## Ligações Externas
| Site Oficial do Jogo